# Собаче серце (повість)
«Собаче серце» — сатирико-фантастична повість російського письменника Михайла Булгакова.

## Історія
Повість було написано в 1925 році, але не видано (через вплив Лева Каменєва). Згодом Булгаков написав п'єсу за мотивами твору і в 1926 році намагався поставити її в Московському художньому театрі. Тим не менше, спектакль було скасовано після того, як рукопис і копії було конфісковано таємною поліцією, або ОГПУ. Зрештою, Максим Горький втрутився і отримав рукопис.
Перша публікація у світі відбулася в 1968 році одночасно в журналі «Грані» (Франкфурт) та в журналі Алека Флегона «Студент» (Лондон). І лише в 1987 році книгу було видано в СРСР (6-й номер журналу «Знамя»), понад 60 років після її написання, але популярність у читачів повісті Булгакова дав Самвидав.

## Сюжет
Москва, грудень 1924. Видатний хірург професор Пилип Пилипович Преображенський відкрив ефективний метод омолодження. Продовжуючи роботу, він задумав небувалий експеримент — операцію з пересадки собаці людських гіпофіза і яєчок. Для досліду професор обрав бездомного пса Шарика. Результати операції перевершили всі очікування: Шарик поступово почав приймати не лише людську подобу, але також і риси, характерні для донора пересаджених органів, Клима Чугункіна, — п'янство і грубощі.
Історія собаки, що перетворився на людину, швидко стала відома в медичних колах, а потім виявилася надбанням і бульварної преси. Професору Преображенському висловлюють своє захоплення колеги, Шарика демонструють у медичному лекторії, а до будинку професора починають приходити зацікавлені.
Тим часом Шарик потрапляє під вплив комуністичного активіста Швондера, який переконав Шарика, що той — пролетар, який страждає від гноблення буржуазії (в особі професора Преображенського та його асистента доктора Борменталя), і налаштовує його проти професора. Згодом Шариков стає завідувачем відділу очистки Москви від бездомних тварин. Збирається одружитись та жити в квартирі Преображенського. Після доносу на професора його асистент Борменталь не витримує нахабства Шарикова, і через 10 днів у квартирі професора Преображенського знову живе собака.

## Персонажі
- Шарик — безпритульний пес, якого професор Преображенський підібрав на московській вулиці.
- Шариков Поліграф Поліграфович — людина, в яку перетворюється пес після виконаної проф. Преображенським операції.
- Преображенський Пилип Пилипович — блискучий хірург, «величина світового значення», який проживав в 1920-ті роки в Москві.
- Борменталь Іван Арнольдович — молодий доктор, асистент проф. Преображенського.
- Буніна Зінаїда Прокопівна — дівчина, «соціал-служниця» проф. Преображенського.
- Іванова Дарина Петрівна  — кухарка проф. Преображенського.
- Федір — швейцар будинку, де проживає проф. Преображенський.
- Клим Григорович Чугункін — загиблий в бійці злодій-рецидивіст, алкоголік і хуліган, чий гіпофіз і насінні залози використовувалися для пересадки Шарику.
- Швондер — голова комітету будинку.
- В'яземська — завідувачка культвідділу будинку.
- Пеструхін і Жаровкін — товариші по службі Швондера, члени комітету будинку.
- Петро Олександрович — нарком охорони здоров'я, пацієнт і хороший знайомий професора Преображенського.
- Васнецова — друкарка підвідділу очищення МКХ.

## Повість як політична сатира
Найбільш поширене політичне тлумачення повісті прив'язує її до самої ідеї «російської революції», «пробудження» соціальної свідомості пролетаріату. Шаріков традиційно сприймається як алегоричний образ люмпен-пролетаріату, який несподівано для себе отримав велику кількість прав і свобод, але швидко виявив егоїстичні інтереси і здатність зраджувати і знищувати як собі подібних (колишній безпритульний пес піднімається по соціальних сходах, знищуючи інших безпритульних тварин), так і тих, хто наділив їх цими правами. Вважається, що в повісті Булгаковим були передбачені масові репресії 1930-х років.
Ряд булгакознавців вважає, що «Собаче серце» є політичною сатирою на керівництво держави середини 1920-х років, а кожен з персонажів має прообраз серед політичної верхівки країни в той час. Зокрема, прообразом Шарікова-Чугункіна є Сталін (у обох «залізне» друге прізвище), професора Преображенського — Ленін (перетворив країну), доктора Борменталя, який постійно конфліктує з Шаріковим — Троцький (Бронштейн), Швондера — Каменєв, асистентки Зіни — Зінов'єв, Дар'ї — Дзержинський і так далі.

## Цензура
На читанні рукописів повісті під час зборів літераторів в Газетному провулку був присутній агент ОГПУ, який охарактеризував твір так:
|  | [...] такі речі, прочитані в блискучому московському літературному гуртку, набагато небезпечніші безкорисно-нешкідливих виступів літераторів 101-го сорту на засіданнях «Всеросійського Союзу Поетів». |

Перша редакція «Собачого серця» містила практично відкриті натяки на ряд політичних персон того часу, зокрема на радянського представника в Лондоні Християна Раковського та ряд інших функціонерів, відомих серед радянської інтелігенції скандальними любовними пригодами.
Булгаков сподівався опублікувати «Собаче серце» в альманасі «Надра», однак повість порекомендували навіть не віддавати на читання в Головний літературний відділ. Микола Ангарський, якому твір сподобався, зумів передати його Леву Каменєву, однак той заявив, що «цей гострий памфлет на сучасність друкувати в жодному разі не можна». У 1926 році під час проведення в квартирі Булгакова обшуку рукописи «Собачого серця» було вилучено і повернуто авторові тільки після клопотання Максима Горького три роки по тому..
У самвидаві повість поширювалася вже на початку 1930-х років.

## Цікаві факти
- Операцію над Шариком професор проводить у період від 24 грудня до 6 січня — від католицького до православного Святвечора. Перетворення Шарика відбувається 7 січня, в Різдво[9].
- Існує думка, що Шарикова можна сприймати як носія демонічного начала. Це можна побачити в його зовнішності: волосся в нього на голові «жорстке, ніби кущами на викорчуваному полі», як у чорта. В одному з епізодів Шариков показує професору Преображенському дулю, а одне зі значень російського слова «шиш» (укр. дуля) — здиблене волосся на голові чорта[9]:642.
- Можливо, прототипом проф. Преображенського став для автора його дядько, брат матері, Микола Покровський, лікар-гінеколог. Його квартира в деталях збігається з описом квартири Філіпа Філіповича, і, крім того, він мав собаку. Цю гіпотезу в мемуарах підтверджує також перша дружина Булгакова, Тетяна Лаппа[10]. Прототипами пацієнтів професора Преображенського були знайомі письменника і відомі громадські діячі того часу[9]:642-644. Але існують і інші гіпотези в тому числі академік Іван Петрович Павлов, відомий своїми дослідами з собаками, а також складними відносинами із радянською владою, (докладніше про них розказано в статті Пилип Пилипович Преображенський).
- У медичній практиці трансплантації «залоз мавпи» намагався розробити хірург Серж Воронов[ru]. Метод Воронова в 1920-х роках був вельми модним[11][12]. Поет Едвард Естлін Каммінгс оспівував «знаменитого доктора, який „вставляє мавпячі залози в мільйонерів“», чиказький хірург Макс Торек згадував, що «розкішні бенкети та вечірки, як і інші простіші зібрання медичної еліти, були наповнені шепотом — „залози мавпи“»[13]. Журналістка Тетяна Батенєва на сторінках газети «Известия» висловила припущення, що саме Воронов, можливо, став прототипом персонажа повісті Михайла Булгакова «Собаче серце» (1925) — професора Преображенського, який професійно практикує «омолодження», пересаджуючи мавпячі яєчка багатим клієнтам[14].
- Будинкові комітети, на які нарікав професор Преображенський, і один з яких очолював Швондер, дійсно працювали після революції дуже погано. Як приклад можна навести припис жителям Кремля від 14 жовтня 1918 року[15]: «[…] будинкові комітети абсолютно не виконують покладених на них законом обов'язків: бруд на дворах і площах, у будинках, на сходах, у коридорах і квартирах жахливий. Сміття від квартир не виноситься тижнями, стоїть на сходах, поширюючи заразу. Сходи не тільки не миються, але й не підмітаються. На дворах тижнями валяється гній, покидьки, трупи дохлих кішок і собак. Всюди бродять бездомні кішки — постійні носії зарази. У місті ходить „іспанська“ хвороба, що зайшла і в Кремль і вже дала смертні випадки…»
- Абирвалг[ru] — друге слово, яке вимовив Шарик після перетворення зі собаки на людину — це вимовлене навпаки слово «Главриба» — Головне управління рибальства і державної рибної промисловості при Народному комісаріаті продовольства[ru], яке в 1922—24 роках було головним господарським органом, що відав рибальськими угіддями РРФСР. Першим подібно сконструйованим словом стало «абир» (від «риба»). Шарик вимовляв це слово в зворотному порядку, оскільки, коли був псом, вчився читати, використовуючи вивіску «Главриби», зліва від якої завжди стояв міліціонер, тому Шарик підходив до вивіски з правого боку і читав справа наліво.
- Прототип «Калабуховського будинку[ru]», в якому розгортаються основні події повісті, є прибутковий будинок архітектора С. Ф. Кулагіна[ru] (будинок № 24 по вулиці Пречистенка[ru]), побудований на його гроші 1904 року.
- Протягом усієї повісті професор Преображенський постійно наспівує «От Севильи до Гренады… В тихом сумраке ночей». Цей рядок — із романсу Чайковського «Серенада Дон Жуана», вірші до якого взято з поеми О. К. Толстого «Дон Жуан»[ru]. Можливо, таким чином Булгаков обіграв рід занять професора: персонаж поеми Толстого відомий своїми сексуальними пригодами, а професор повертає сексуальну молодість своїм зів'ялим пацієнтам[16].
- Рок-гурт «Агата Крісті» записав пісню «Собаче серце», текст якої являє собою монолог Шарика.

## Екранізації
- «Собаче серце» (Італія, ФРН, 1976) реж. Альберто Латтуада
- «Собаче серце» (СРСР, 1988) реж. Володимир Бортко

## Адаптації в музиці
- «Собаче серце», новели для камерного ансамблю Бориса Тищенка[ru] (1988)
- «Собаче серце» [Архівовано 12 лютого 2022 у Wayback Machine.], опера Олександра Раскатова[ru] (2008—2009, прем'єра відбулася 7 червня 2010 року в Амстердамі в Музичному театрі (Muziektheater))[17].

## Переклади українською
- Михаїл Булгаков. Собаче серце. Переклад з російської: С. Андрющенко. Київ: Форс (ЕКСМО Україна), 2017. 128 стор. ISBN 978-617-7347-49-0 (Серія «Читака»)

## Вивчення в школі
За програмою МОН України «ЗАРУБІЖНА ЛІТЕРАТУРА» для загальноосвітніх навчальних закладів 5–9 класи (2012 р. зі змінами 2015—2017 рр.) повість «Собаче серце» вивчається в 9 класі.